# شنت إشتيبن
شنت إشتيبن دي غورماز هي بلدية في مقاطعة سوريا في منطقة الحكم الذاتي في قشتالة وليون بإسبانيا. يبلغ عدد سكانها حوالي 3,500 نسمة. المدينة من المدن التي مر عليها إل سيد وهو في طريقه لمنفاه.
تقع المدينة بين ضفة نهر دويرو وتل صغير، على مسافة 70 كم غرب مدينة سوريا، وعلى بعد 28 كم من تيرماس و45 كم من أراندا دي دويرو. وتحتوي المدينة على آثار رومانية وعربية قديمة، منها حصن أسسه الأمير محمد بن عبد الرحمن لحماية مدينة سالم، وقد ظلت المدينة محل صراع بين جيوش المسلمين والمسيحيين لأكثر من مائتي عام لأهميتها الاستراتيجية.

## وصلات خارجية
- San Esteban de Gormaz